# Municipio de Le Sieur
El municipio de Le Sieur (en inglés: Le Sieur Township) es un municipio ubicado en el condado de Nueva Madrid en el estado estadounidense de Misuri. En el año 2010 tenía una población de 585 habitantes y una densidad poblacional de 4,54 personas por km².

## Geografía
El municipio de Le Sieur se encuentra ubicado en las coordenadas 36°26′26″N 89°34′50″O / 36.44056, -89.58056. Según la Oficina del Censo de los Estados Unidos, el municipio tiene una superficie total de 128.84 km², de la cual 110,34 km² corresponden a tierra firme y (14,36 %) 18,5 km² es agua.

## Demografía
Según el censo de 2010, había 585 personas residiendo en el municipio de Le Sieur. La densidad de población era de 4,54 hab./km². De los 585 habitantes, el municipio de Le Sieur estaba compuesto por el 91,97 % blancos, el 7,18 % eran afroamericanos, el 0,34 % eran amerindios y el 0,51 % eran de una mezcla de razas. Del total de la población el 1,37 % eran hispanos o latinos de cualquier raza.